# Jean-René Guay
Ne doit pas être confondu avec René Guay.
Jean-René Guay, né le 3 mai 1938 à l'hôpital d'Hartford (en) (États-Unis) et mort le 3 juillet 2001 à Saint-Zacharie (Canada), est un frère du Tiers-Ordre franciscain (o.f.s.), et un poète catholique canadien.

## Biographie
Marié à Jeanne Dubois.

## Publications
- Le Revenir des eaux troubles, poèmes, Thetford Mines, Québec, Impr. de Mégantie, 1969.
- Derrière l'univers : poèmes à forme fixe : ballades (tierce rime), 1971, 34 p.
- Transparence terne du temps : poèmes, préf. de Pierre Cabiac, Sherbrooke, Canada, Naaman, 1981, 103 p.